# Kiều Huyền
Kiều Huyền (chữ Hán: 桥玄, 110 – 184) là quan viên, tam công nhà Đông Hán trong lịch sử Trung Quốc.

## Thân thế
Huyền tự Công Tổ, người huyện Tuy Dương, nước Lương .
Tổ 7 đời là Kiều Nhân, theo học người cùng quận là Đới Đức (戴德, học giả chuyên về kinh Lễ), trước tác bộ sách Lễ ký chương cú, có 49 thiên, được đời gọi là Kiều quân học. Thời Hán Thành đế, Nhân được làm Đại hồng lư.
Ông nội là Kiều Cơ, được làm đến Quảng Lăng thái thú. Cha là Kiều Túc, được làm đến Đông Lai thái thú.

## Sự nghiệp
Huyền thời trẻ làm Công tào ở huyện. Bấy giờ Dự Châu thứ sử Chu Cảnh thị sát nước Lương, Huyền hầu chuyện Cảnh, nhân đó quỳ xuống kể tội ác của Trần quốc tướng Dương Xương, xin bắt giữ tòng sự của nước Trần, xét ra gian trá. Cảnh thấy Huyền có tráng chí, bèn cho phép ông làm việc này. Huyền đến nước Trần, tóm lấy toàn bộ môn khách của Xương, tra ra tất cả tội chứng. Xương vốn được Đại tướng quân Lương Ký hậu đãi, nên Ký vội gởi hịch cứu hắn ta. Cảnh vâng lời Ký, gọi Huyền, nhưng ông trả hịch mà không mở ra, xét án càng gấp. Xương bị kết tội, chịu áp giải về kinh, do vậy mà Huyền nổi tiếng.
Huyền được cử Hiếu liêm, rồi được bổ làm Lạc Dương tả bộ úy . Bấy giờ Lương Bất Nghi làm Hà Nam doãn, Huyền gặp việc công đến phủ nói chuyện với ông ta, xấu hổ vì bị Bất Nghi làm nhục, nên từ quan về quê. Sau đó Huyền trải qua 4 lần thăng chức, được làm Tề quốc tướng, rồi bị kết tội, phải chịu hình phạt Thành đán.  Mãn hạn, Huyền lại được trưng làm quan, lần nữa thăng làm Thượng Cốc thái thú, rồi làm Hán Dương thái thú. Bấy giờ Thượng Khuê lệnh Hoàng Hữu Trinh phạm tội tham ô, Huyền bắt giữ ông ta rồi xử phạt Khôn si (gọt nửa đầu và đánh đòn); Hữu Trinh chết ngay tại chợ huyện Ký, khiến toàn cõi chấn động. Sau đó Huyền xưng bệnh xin miễn quan, lại được xe công đón về triều làm Tư đồ trưởng sử, rồi bái làm Tương tác đại tượng.
Cuối thời Hán Hoàn đế, Tiên Ti, Nam Hung Nô và Cao Câu Ly quốc vương Bá Cố xâm phạm, 4 phủ (tam công và đại tướng quân) cử Huyền làm Độ Liêu tướng quân, trao đặc quyền Giả Hoàng việt. Huyền đến trấn, cho tướng sĩ nghỉ ngơi, rồi mới tổ chức chư tướng tập kích các tộc thiểu số cùng bọn Bá Cố, khiến bọn họ tan chạy. Huyền ở chức 3 năm, biên cảnh an tĩnh.
Đầu thời Hán Linh đế, Huyền được trưng làm Hà Nam doãn, chuyển làm Thiếu phủ, Đại hồng lư. Năm Kiến Ninh thứ 3 (170), Huyền được thăng làm Tư không, chuyển làm Tư đồ. Huyền cho rằng tình thế nước nhà suy yếu, xét mình không thể làm gì, bèn dâng sớ xưng bệnh, lấy cớ thiên tai để tự hặc; triều đình bèn giáng sách để bãi chức của ông. Hơn năm sau, Huyền được bái làm Thượng thư lệnh. Bấy giờ Thái trung đại phu Cái Thăng có quan hệ mật thiết với đế, trước đây được làm Nam Dương thái thú, tham ô vài ức tiền trở lên. Huyền tâu xin bắt giữ Thăng, tịch thu gia sản. Đế không nghe, còn thăng Thăng làm thị trung. Huyền xưng bệnh xin miễn quan, được bái Quang lộc đại phu.
Năm Quang Hòa đầu tiên (178), Huyền được thăng làm Thái úy. Vài tháng sau, Huyền lại phát bệnh nên chịu bãi chức, được bái làm Thái trung đại phu, về nhà chữa bệnh.

## Hậu sự
Ngày 10 tháng 5 ÂL năm thứ 7 (ngày 6 tháng 6 năm 184), Huyền mất, hưởng thọ 75 tuổi. Sái Ung đã làm các bài văn bia (bi minh) Thái úy Kiều Huyền bi, Thái úy Kiều Huyền bi âm vẫn được lưu truyền đến ngày nay.
Phạm Diệp chép rằng Huyền mất vào năm thứ 6, nhưng cả hai bài văn bia đều chép là năm thứ 7.
Tào Tháo thưở thiếu thời không được mọi người xem trọng, từng đến thăm Huyền. Huyền gặp Tháo thì lấy làm lạ, nói: "Nay thiên hạ sắp loạn, an định nhân dân, có lẽ là anh chăng!?" Tháo luôn cho rằng Huyền là tri kỷ. Năm Kiến An thứ 7 (202), Tháo từ Tiếu tiến quân đến Quan Độ,  ghé qua mộ của Huyền, cảm động trước vẻ hoang vắng, bày cỗ thái lao để tế tự, tự làm văn cúng.
Con là Kiều Vũ, được làm đến Nhâm Thành tướng.

## Tính cách
Khi Huyền coi quận Hán Dương, có người huyện Thượng Khuê trong quận là Khương Kỳ, giữ đạo ẩn cư, nổi tiếng ở miền tây. Huyền triệu Kỳ làm lại, ông ta xưng bệnh không nhận. Huyền giận, đòi Đốc bưu Doãn Ích ép buộc Kỳ, nói: "Kỳ nếu không đến, hãy gả mẹ hắn." Ích cố can không được, vội vàng đi khuyên giải Kỳ. Kỳ kiên quyết không chịu đến, sĩ đại phu trong quận cũng can ngăn, Huyền mới thôi. Việc này khiến Huyền bị người đời chê bai.
Huyền vốn cùng Nam Dương thái thú Trần Cầu có hiềm khích, khi Huyền được làm Tư đồ, tức là ở ngôi tam công, bèn tiến cử Cầu làm Đình úy.
Về cuối đời, con trai út của Huyền mới 10 tuổi, một mình chơi ở thềm cửa, chợt có 3 người cầm gậy đến bắt đi, trèo lên ngôi lầu trong nhà, đòi Huyền tiền chuộc; ông không đồng ý. Ít lâu sau, Tư lệ hiệu úy Dương Cầu soái Hà Nam doãn, Lạc Dương lệnh đến bao vây nhà, nhưng không dám sấn lên bắt người, vì sợ đứa nhỏ bị hại. Huyền trợn mắt quát: "Kẻ gian rõ ràng, Huyền há lại vì tính mạng một đứa con mà dung tha cho đứa quốc tặc ru!" rồi thúc giục họ cho lính tiến lên. Vì thế bọn Dương Cầu mới dám tấn công, mà con của Huyền cũng chết. Huyền vào cung tạ tội, đề nghị thông báo với thiên hạ rằng: "Hễ có bắt cóc con tin, đều giết chết thủ phạm, không cho phép lấy tiền của ra chuộc, để mở đường cho kẻ gian." Triều đình giáng chiếu thư theo ý của Huyền. Vào đầu thời Hán Linh đế, pháp luật lơi lỏng, tình trạng bắt cóc con tin ở kinh sư rộ lên, các nhà quyền quý cũng không tránh khỏi, tự bây giờ mới dứt.
Huyền tính cương trực nóng nảy, không màng đến đại cục, nhưng ông khiêm tốn cần kiệm, khuất mình kết giao với sĩ phu. Họ hàng của Huyền không có ai làm quan lớn. Khi Huyền mất, trong nhà không có tài sản, lúc chôn cất không dùng lễ Tấn (giữa đường dừng linh cữu cho khách viếng), được người đời khen ngợi.

## Nhầm lẫn
Đời sau lưu truyền mỹ nữ Giang Đông Đại Kiều, Tiểu Kiều là con gái của Kiều Huyền.
Nguồn gốc của sự nhầm lẫn này là sự kiện ở Chu Du truyện, Tam quốc chí của tác giả Trần Thọ: năm Kiến An thứ 4 (199), Tôn Sách, Chu Du công phá Hoàn Thành, gặp hai con gái của Kiều công, đều là mỹ nhân. Sách bèn tự lấy Đại Kiều, Du lấy Tiểu Kiều làm vợ.
Trần Thọ không nói rõ thân phận của "Kiều công". Thẩm Khâm Hàn (沈钦韩) cho rằng "Kiều công" là "thái úy Kiều Huyền", vì người đời Hán gọi Tam công (thái úy, tư đồ, tư không) là "công". Giả thuyết này được nhiều tài liệu viện dẫn, trở nên phổ biến. Về sau Lư Bật (卢弼) phản bác, đưa ra 3 lý do:
1. Tôn Quyền gọi Trương Chiêu là Trương công, người Đông Ngô gọi Trình Phổ là Trình công, người Kinh Châu gọi Bàng Đức Công là Bàng công. Như vậy thuyết pháp của Thẩm Khâm Hàn không còn chắc chắn.
2. Thái Bình hoàn vũ ký đời Bắc Tống chép Kiều công là người Hoàn Thành, quận Lư Giang, còn Huyền là người Tuy Dương, nước Lương.
3. Huyền mất năm 184, đã 75 tuổi, còn nhị Kiều thành hôn năm 199. Vì vậy nhị Kiều khó có thể là con đẻ của Huyền.[4]